# Joseph-Marie Jacquard
Joseph Marie Jacquard (Lione, 7 luglio 1752 – Oullins, 7 agosto 1834) è stato un inventore francese.

## Biografia
Jacquard è conosciuto come l'inventore del Telaio Jacquard. Sviluppò una rudimentale macchina per intrecciare reti già nel 1801. Dall'enciclopedia Grolier si apprende che il telaio automatico costituisce la prima applicazione pratica delle schede perforate. Le schede comandano la tessitura di disegni e trame sui tessuti. La creazione di Jacquard produce un vero boom nell'industria tessile e Napoleone I conferisce a Jacquard una pensione onoraria per aver brevettato la macchina. La macchina incontra l'opposizione dei lavoratori del settore, ma ciononostante si diffonde rapidamente. Prima della realizzazione della Jacquard, infatti, i tessuti operati venivano eseguiti con un telaio azionato da un tessitore e da uno o due aiutanti che, stando sopra il telaio, azionavano il dispositivo per la formazione del passo, leggendo da un disegno o messa in carta.

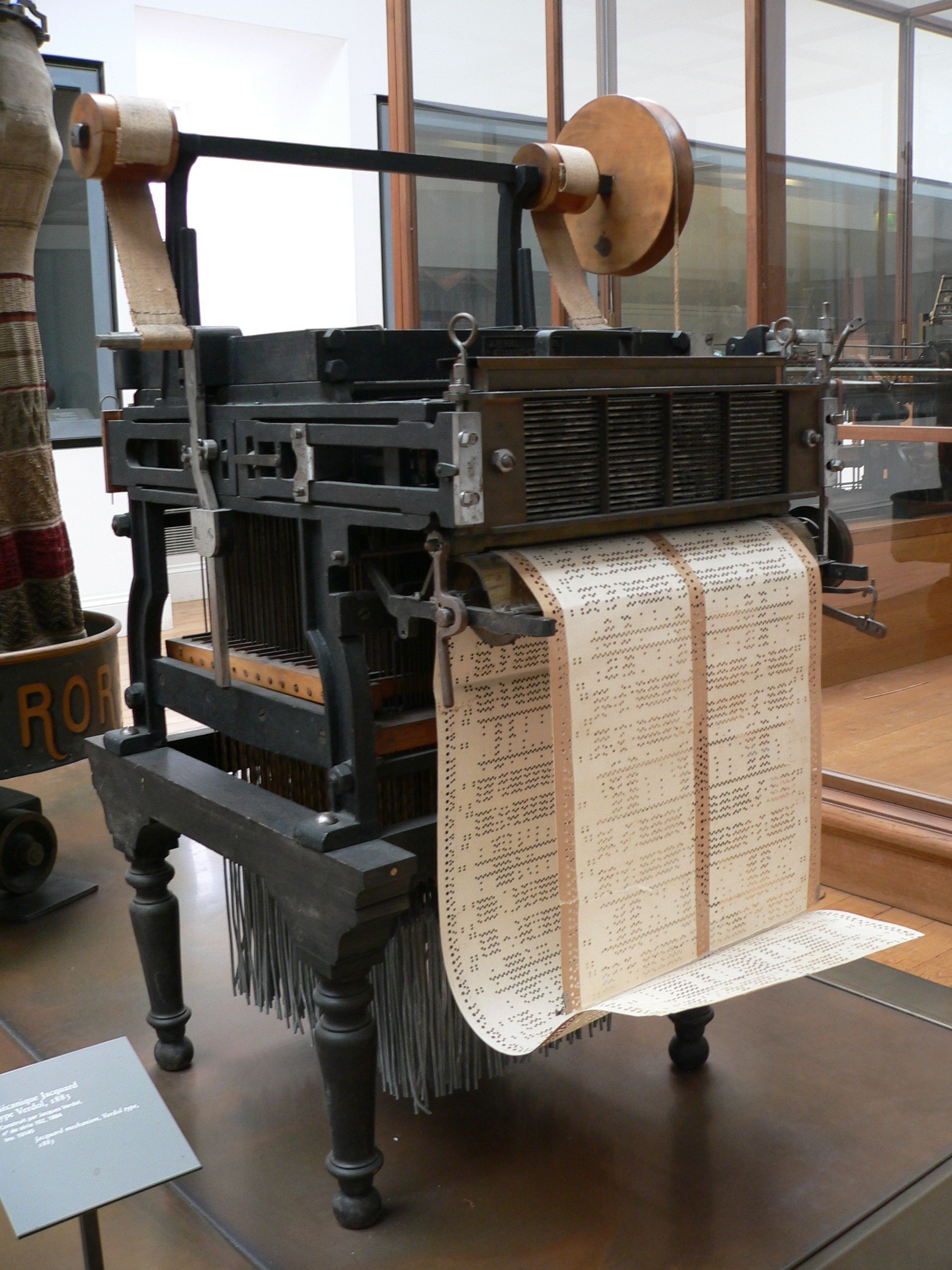
L'incastellatura con schede da applicare a un telaio

In realtà, pare che il prototipo del telaio Jacquard fosse stato realizzato nella seconda metà del secolo XV da un tessitore catanzarese, conosciuto a Lione come Jean le Calabrais. Quest'abile tessitore fu ospite di Luigi XI che fece arrivare alcuni esperti tessitori da Catanzaro per impiantare una manifattura tessile a Lione. Il telaio introdotto da Giovanni il Calabrese (e oggi custodito nel Museo delle arti e dei mestieri di Parigi) suscitò già allora ostilità tra gli operai tessili che cercarono di ostacolarne la diffusione per il timore della disoccupazione nel settore. La macchina infatti venne messa a punto a Lione negli anni tra il 1804 e il 1806 dallo stesso Jacquard, che ne aveva migliorato la meccanica combinando:
- un suo precedente progetto, un telaio per tessere reti da pesca,
- il sistema di Jacques de Vaucanson per il comando del telaio semiautomatico, basato sull'impiego di un tamburo metallico perforato e con l'utilizzo di schede perforate per il controllo dei disegni,
- la macchina di Jean le Calabrais (perfezionata e adattata al nuovo uso).

A Schio esiste un giardino botanico (giardino Jacquard) con un teatro interno a lui dedicato per volere del senatore Alessandro Rossi.